# أنتوني فرنانديز (سياسي)
أنتوني فرنانديز (بالكتالونية: Antoni Fernández i Teixidó) (و. 1952  م) هو سياسي، ومستشار أعمال ‏ إسباني، ولد في برشلونة، هو عضوٌ حزب التقارب الديمقراطي في كتالونيا (1993–2016)، ترشح في الانتخابات العمومية الإسبانية 1986 ‏، وترشح في الانتخابات العامة الإسبانية 1989 ‏.

## مناصب
تولى منصب رئيس مجلس الإدارة، Free (political party) ‏ (2017–23 أبريل 2019)
- عضو البرلمان الكاتالوني ‏ (24 نوفمبر 2003–4 أغسطس 2015)
- عضو مجلس النواب الإسباني  [لغات أخرى]‏ (20 نوفمبر 1989–13 أبريل 1993)[3]
- عضو مجلس النواب الإسباني  [لغات أخرى]‏ (14 يوليو 1986–14 يونيو 1988)[2]

.